# L'uomo dei cinque palloni
L'uomo dei cinque palloni (conosciuto anche col titolo di Break-up) è un film del 1965 diretto da Marco Ferreri.

## Trama
Mario Fuggetta è proprietario di un'industria specializzata nella produzione di cioccolato. La sua routine quotidiana viene interrotta da un episodio particolare: dopo aver raccolto un palloncino, usato per una trovata pubblicitaria, l'uomo si chiede fino a che punto può, tale oggetto, essere gonfiato. Da semplice e banale dilemma, questo interrogativo si trasforma in una vera e propria ossessione.

## Produzione
La pellicola venne inizialmente messa in cantiere come lungometraggio da Carlo Ponti, il quale però, poco fiducioso sulla sua buona riuscita presso il pubblico, oltreché consapevole del danno d'immagine che avrebbe potuto arrecare al protagonista Mastroianni (in quegli anni, infatti, affermatosi con tutt'altro genere di film), ne impose in corso d'opera la sua riformulazione in episodio da inserire nella commedia collettiva Oggi, domani e dopodomani, composta da altri due segmenti, aventi anch'essi per protagonista lo stesso Mastroianni, diretti rispettivamente da Eduardo De Filippo e Luciano Salce.
Il regista Ferreri, ostinato più che mai nel portare a compimento il lavoro iniziato, non si fece atterrire dall'operazione del produttore e s'adoperò pertanto nel realizzare la sua director's cut, arrivando a girare anche delle nuove sequenze integrative. Alla fine, nel 1969, riuscì a farne circolare, pur con una distribuzione limitata, il risultato definitivo col titolo di Break-up.

## Colonna sonora
Le canzoni Dove sei stata e Black White furono eseguite da Gepy & Gepy e dal suo complesso Piper Music.

## Distribuzione
L'uomo dei cinque palloni ottenne un pessimo riscontro di pubblico e, a seguito di ciò, fu solo distribuito in festival cinematografici.
La Cineteca di Bologna ha restaurato il film nel 2016, presentandolo in anteprima al Festival di Venezia. Successivamente, fu proposto nella retrospettiva de Il cinema ritrovato.

## Accoglienza
In un articolo de La Stampa, il critico Leo Pestelli giudica la pellicola come una delle idee più geniali del duo Ferreri-Azcona.
Morando Morandini, nel suo dizionario omonimo, considera l'opera come un «sarcastico apologo sulla solitudine e l'alienazione nella società moderna».

## Riconoscimenti
- Festival di Venezia  2016
  - Miglior film restaurato